# Monte Carlo Masters 2014 - Qualificazioni singolare
Le qualificazioni del singolare del Monte Carlo Masters 2014 sono state un torneo di tennis preliminare per accedere alla fase finale della manifestazione. I vincitori dell'ultimo turno sono entrati di diritto nel tabellone principale. In caso di ritiro di uno o più giocatori aventi diritto a questi sono subentrati i lucky loser, ossia i giocatori che hanno perso nell'ultimo turno ma che avevano una classifica più alta rispetto agli altri partecipanti che avevano comunque perso nel turno finale.

## Teste di serie
1. Denis Istomin (primo turno)
2. Michail Kukuškin (primo turno)
3. Albert Montañés (qualificato)
4. Tejmuraz Gabašvili (qualificato)
5. Carlos Berlocq (primo turno)
6. Kenny de Schepper (primo turno)
7. Pablo Carreño Busta (ultimo turno, Lucky loser)

1. Marinko Matosevic (ultimo turno, Lucky loser)
2. Michał Przysiężny (primo turno)
3. Dušan Lajović (primo turno)
4. Oleksandr Nedovjesov (primo turno)
5. Filippo Volandri (ultimo turno)
6. Łukasz Kubot (ultimo turno)
7. Stéphane Robert (ultimo turno)

## Qualificati
1. David Goffin
2. Paul-Henri Mathieu
3. Albert Montañés
4. Tejmuraz Gabašvili

1. Albert Ramos Viñolas
2. Michaël Llodra
3. Evgenij Donskoj

### Lucky loser
1. Pablo Carreño Busta

1. Marinko Matosevic

## Tabellone

### Legenda
| - Q = Qualificato - WC = Wild card - LL = Lucky loser | - ALT = Alternate - SE = Special Exempt - PR = Protected Ranking | - w/o = Walkover - r = Ritirato - d = Squalificato |

### Sezione 1
|  | Primo turno | Primo turno     | Primo turno     | Primo turno | Primo turno |  |  | Secondo turno | Secondo turno   | Secondo turno | Secondo turno | Secondo turno |  |
|  |             |                 |                 |             |             |  |  |               |                 |               |               |               |  |
|  | 1           | Denis Istomin   | 4               | 1           | r           |  |  |               |                 |               |               |               |  |
|  |             | David Goffin    | 6               | 2           |             |  |  |               | David Goffin    | 6             | 4             | 6             |  |
|  |             | Leonardo Mayer  | Leonardo Mayer  | 3           | 4           |  |  | 14            | Stéphane Robert | 0             | 6             | 3             |  |
|  | 14          | Stéphane Robert | Stéphane Robert | 6           | 6           |  |  |               |                 |               |               |               |  |

### Sezione 2
|  | Primo turno | Primo turno        | Primo turno        | Primo turno | Primo turno |  |  | Secondo turno | Secondo turno      | Secondo turno      | Secondo turno | Secondo turno |  |
|  |             |                    |                    |             |             |  |  |               |                    |                    |               |               |  |
|  | 2           | Michail Kukuškin   | Michail Kukuškin   | 3           | 4           |  |  |               |                    |                    |               |               |  |
|  |             | Paul-Henri Mathieu | Paul-Henri Mathieu | 6           | 6           |  |  |               | Paul-Henri Mathieu | Paul-Henri Mathieu | 6             | 6             |  |
|  | WC          | Romain Arneodo     | 6                  | 6           | 4           |  |  | 10            | Romain Arneodo     | Romain Arneodo     | 4             | 2             |  |
|  | 10          | Dušan Lajović      | 1                  | 7           | 2           |  |  |               |                    |                    |               |               |  |

### Sezione 3
|  | Primo turno | Primo turno       | Primo turno     | Primo turno | Primo turno |  |  | Secondo turno | Secondo turno     | Secondo turno     | Secondo turno | Secondo turno |  |
|  |             |                   |                 |             |             |  |  |               |                   |                   |               |               |  |
|  | 3           | Albert Montañés   | Albert Montañés | 6           | 6           |  |  |               |                   |                   |               |               |  |
|  |             | Thomaz Bellucci   | Thomaz Bellucci | 1           | 4           |  |  | 3             | Albert Montañés   | Albert Montañés   | 6             | 6             |  |
|  | WC          | Thomas Oger       | 4               | 6           | 1           |  |  | 8             | Marinko Matosevic | Marinko Matosevic | 4             | 2             |  |
|  | 8           | Marinko Matosevic | 6               | 3           | 6           |  |  |               |                   |                   |               |               |  |

### Sezione 4
|  | Primo turno | Primo turno         | Primo turno         | Primo turno | Primo turno |  |  | Secondo turno | Secondo turno      | Secondo turno      | Secondo turno | Secondo turno |  |
|  |             |                     |                     |             |             |  |  |               |                    |                    |               |               |  |
|  | 4           | Tejmuraz Gabašvili  | Tejmuraz Gabašvili  | 6           | 6           |  |  |               |                    |                    |               |               |  |
|  |             | Serhij Stachovs'kyj | Serhij Stachovs'kyj | 4           | 4           |  |  | 4             | Tejmuraz Gabašvili | Tejmuraz Gabašvili | 6             | 6             |  |
|  |             | Michael Berrer      | 7                   | 63          | 0           |  |  | 12            | Filippo Volandri   | Filippo Volandri   | 0             | 2             |  |
|  | 12          | Filippo Volandri    | 63                  | 7           | 6           |  |  |               |                    |                    |               |               |  |

### Sezione 5
|  | Primo turno | Primo turno          | Primo turno | Primo turno | Primo turno |  |  | Secondo turno | Secondo turno        | Secondo turno        | Secondo turno | Secondo turno |  |
|  |             |                      |             |             |             |  |  |               |                      |                      |               |               |  |
|  | 5           | Carlos Berlocq       | 5           | 6           | 4           |  |  |               |                      |                      |               |               |  |
|  |             | Albert Ramos Viñolas | 7           | 0           | 6           |  |  |               | Albert Ramos Viñolas | Albert Ramos Viñolas | 6             | 7             |  |
|  |             | Daniel Gimeno Traver | 6           | 1           | 64          |  |  | 13            | Łukasz Kubot         | Łukasz Kubot         | 4             | 5             |  |
|  | 13          | Łukasz Kubot         | 2           | 6           | 7           |  |  |               |                      |                      |               |               |  |

### Sezione 6
|  | Primo turno | Primo turno       | Primo turno       | Primo turno | Primo turno |  |  | Secondo turno | Secondo turno  | Secondo turno | Secondo turno | Secondo turno |  |
|  |             |                   |                   |             |             |  |  |               |                |               |               |               |  |
|  | 6           | Kenny de Schepper | Kenny de Schepper | 6(1)        | 2           |  |  |               |                |               |               |               |  |
|  | WC          | Potito Starace    | Potito Starace    | 7           | 6           |  |  | WC            | Potito Starace | 2             | 7             | 3             |  |
|  | WC          | Michaël Llodra    | Michaël Llodra    | 6           | 6           |  |  | WC            | Michaël Llodra | 6             | 5             | 6             |  |
|  | 9           | Michał Przysiężny | Michał Przysiężny | 1           | 4           |  |  |               |                |               |               |               |  |

### Sezione 7
|  | Primo turno | Primo turno          | Primo turno          | Primo turno | Primo turno |  |  | Secondo turno | Secondo turno       | Secondo turno | Secondo turno | Secondo turno |  |
|  |             |                      |                      |             |             |  |  |               |                     |               |               |               |  |
|  | 7           | Pablo Carreño Busta  | 5                    | 6           | 6           |  |  |               |                     |               |               |               |  |
|  | WC          | Jan-Lennard Struff   | 7                    | 4           | 2           |  |  | 7             | Pablo Carreño Busta | 1             | 6             | 62            |  |
|  |             | Evgenij Donskoj      | Evgenij Donskoj      | 7           | 6           |  |  | 9             | Evgenij Donskoj     | 6             | 4             | 7             |  |
|  | 11          | Oleksandr Nedovjesov | Oleksandr Nedovjesov | 5           | 4           |  |  |               |                     |               |               |               |  |